# Resolución 33 del Consejo de Seguridad de las Naciones Unidas
La resolución 33 del Consejo de Seguridad de las Naciones Unidas, adoptada el 27 de agosto de 1947 aceptó algunas y rechazó otras de las recomendaciones de la Asamblea General de las Naciones Unidas sobre el cambio de algunas palabras en la normativa de procedimientos del Consejo de Seguridad.
La resolución fue adoptada por diez votos a favor y con la abstención de Australia.